# Comuna Coltău, Maramureș
Coltău (în maghiară: Koltó) este o comună în județul Maramureș, Transilvania, România, formată din satele Cătălina și Coltău (reședința).

## Demografie
Componența etnică a comunei Coltău
     Maghiari (40,37%)
     Romi (40,15%)
     Români (13,23%)
     Alte etnii (0,19%)
     Necunoscută (6,05%)
Componența confesională a comunei Coltău
     Reformați (59,5%)
     Ortodocși (18,09%)
     Penticostali (8,63%)
     Romano-catolici (2,29%)
     Baptiști (1,32%)
     Creștini de rit vechi (1,03%)
     Alte religii (2,74%)
     Necunoscută (6,41%)
Conform recensământului efectuat în 2021, populația comunei Coltău se ridică la 3.106 locuitori, în creștere față de recensământul anterior din 2011, când fuseseră înregistrați 2.557 de locuitori. Cei mai mulți locuitori sunt maghiari (40,37%), cu minorități de romi (40,15%) și români (13,23%), iar pentru 6,05% nu se cunoaște apartenența etnică. Din punct de vedere confesional, majoritatea locuitorilor sunt reformați (59,5%), cu minorități de ortodocși (18,09%), penticostali (8,63%), romano-catolici (2,29%), baptiști (1,32%) și creștini de rit vechi (1,03%), iar pentru 6,41% nu se cunoaște apartenența confesională.

## Politică și administrație
Comuna Coltău este administrată de un primar și un consiliu local compus din 13 consilieri. Primarul, Lajos Csendes[*], de la Uniunea Democrată Maghiară din România, este în funcție din octombrie 2020. Începând cu alegerile locale din 2024, consiliul local are următoarea componență pe partide politice:
|  | Partid                                 | Consilieri | Componența Consiliului | Componența Consiliului | Componența Consiliului | Componența Consiliului | Componența Consiliului | Componența Consiliului | Componența Consiliului |
|  | -------------------------------------- | ---------- | ---------------------- | ---------------------- | ---------------------- | ---------------------- | ---------------------- | ---------------------- | ---------------------- |
|  | Uniunea Democrată Maghiară din România | 7          |                        |                        |                        |                        |                        |                        |                        |
|  | Partida Romilor „Pro Europa”           | 3          |                        |                        |                        |                        |                        |                        |                        |
|  | Partidul Național Liberal              | 2          |                        |                        |                        |                        |                        |                        |                        |
|  | Uniunea Salvați România                | 1          |                        |                        |                        |                        |                        |                        |                        |